# River Song
River Song er en fiktiv karakter skabt af Steven Moffat og som bliver spillet af Alex Kingston i den britisk science fiction-serie Doctor Who. River Song blev introduceret til serien som en erfaren fremtidig ledsagerske til seriens protagonist Doktoren, en Time Lord der tidsrejser med sin TARDIS. Da River Song på dette tidspunkt også selv er tidsrejsende optræder hendes eventyr med Doktoren usynkroniseret; deres første møde (fra publikums perspektiv) er med den Tiende Doktor (spillet af David Tennant), er Doktorens første med og hendes sidste.
Kingston spiller rollen i 15 episoder, River bliver doktorens ledsager, hans romantiske interesse og slutteligt hustru i hans elvte inkarnation spillet af Matt Smith. Den Tolvte Doktor (spillet afPeter Capaldi) er den sidste inkarnation, der møder hende, der tilbringer en 24 år lang nat med hende før hun møder den Tiende Doktor.